# Ajvar
Ajvar (kyrillisk skrift: Ajвар, Aйвар) er en sovs hovedsageligt fremstillet af søde peberfrugter og auberginer. Spisen blev en populær sideret i hele Jugoslavien efter Anden Verdenskrig og er populær i Sydøsteuropa.

## Etymologi og oprindelse
Navnet ajvar kommer fra det tyrkiske ord havyar, som betyder "saltet rogn, kaviar" og deler en etymologi med ordet "kaviar", der kommer fra det persiske ord "xaviyar". Før det 20. århundrede fandt en betydelig lokal produktion af kaviar sted fra Donau, hvor støren svømmede fra Sortehavet op til Beograd. Indenlandsk ajvar, i betydningen "kaviar", plejede at være en meget populær ret i Beograds hjem og restauranter, men den indenlandske produktion af kaviar blev ustabil i 1890'erne på grund af arbejdskonflikter. Til sidst blev der i Beograds restauranter tilbudt en speciel pebersalat som erstatning under navnet "rød ajvar" (crveni ajvar) eller "serbisk ajvar" (srpski ajvar).